# 全·城滙
全·城滙（英語：Parc City）為荃灣西站（五區）城畔發展項目（Tsuen Wan West（TW5）Cityside Development），位於香港新界荃灣區大河道98號，前身為荃灣運輸綜合大樓。按港鐵公司於2011年已獲批的規劃，可建共7座物業，包括1至8座（不設第4座），圍繞圓形內園而建，提供約953伙單位包括1房戶至3房戶，當中主打兩房戶。由華懋集團及港鐵公司發展，建築師為王歐陽建築師事務所，承建商為金門建築。項目於2017年8月被命名，同年10月全盤售罄。並於2019年4月10日入伙。本項目基座商場則是如心廣場二期。

## 簡介
項目英文Parc即是法語中公園的意思，Parc City寓意項目受公園環繞，為園中之園。項目附近被多個公園包圍，如荃灣公園、如心化石公園等，項目亦自設園林。

## 住宅
屋苑設7座16至45層物業，第1至3座位於屋苑南方，樓層較低，料面向西南方單位可享海景。第5至8座樓層較高，大部分單位景觀以內園及荃灣樓景為主。項目提供1房至3房，九成單位為2、3房單位，當中五成半屬2房戶，共有521伙。3房單位則有342伙，實用面積由763至859方呎不等。部分單位或受噪音影響，單位的大廳或睡房設有固定玻璃窗，以紓緩噪音。

## 設施
會所位於3樓，面積約3.1萬方呎，提供健身室、閱讀室、室外泳池、電影室、音樂室及兒童玩樂區等設施。戶外設逾2.39萬平方呎公用花園或遊樂地方。停車場提供89個住宅車位，住戶車位比例為11比1。

## 商場

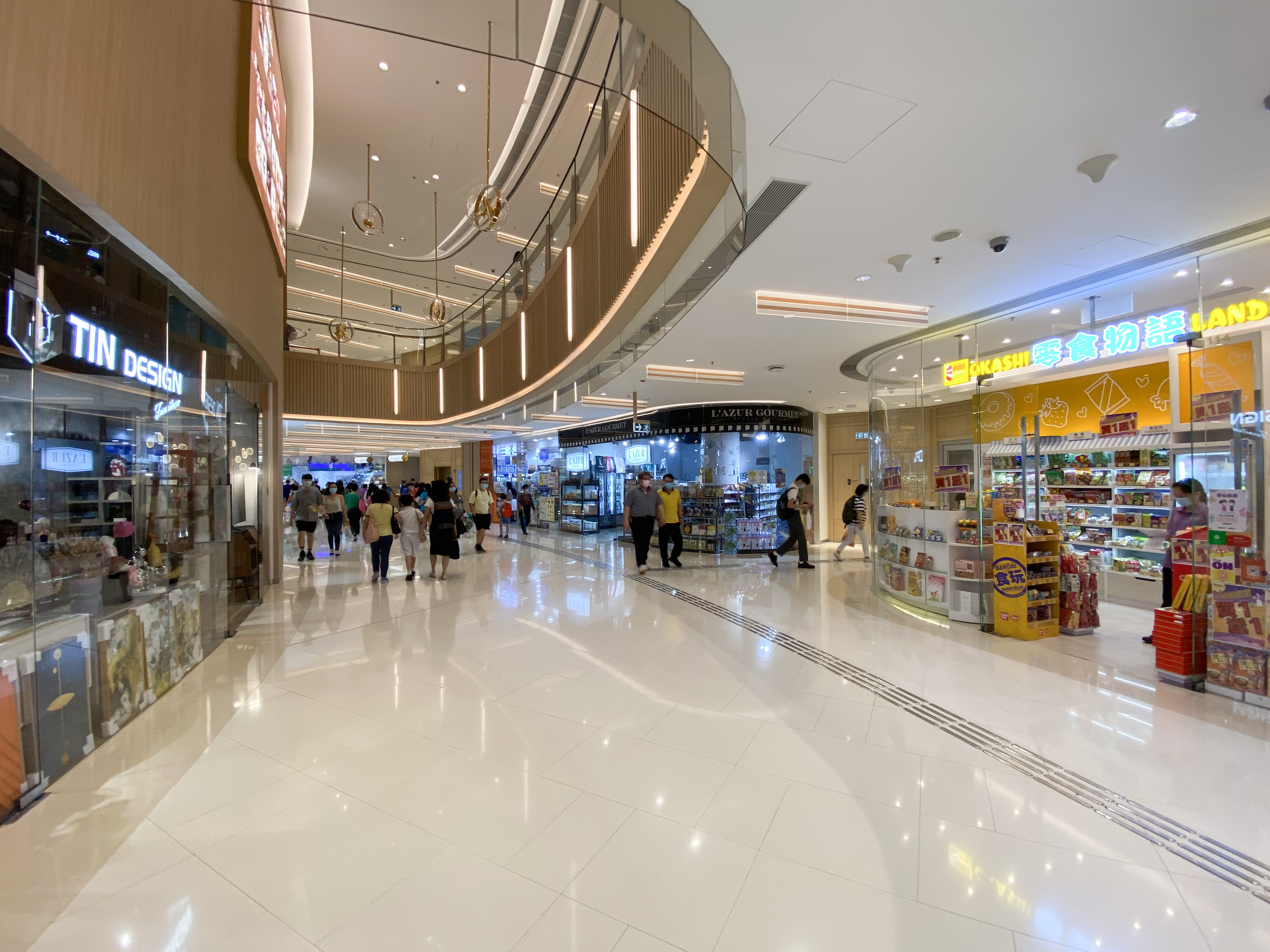
如心廣場二期內貌（2020年9月）

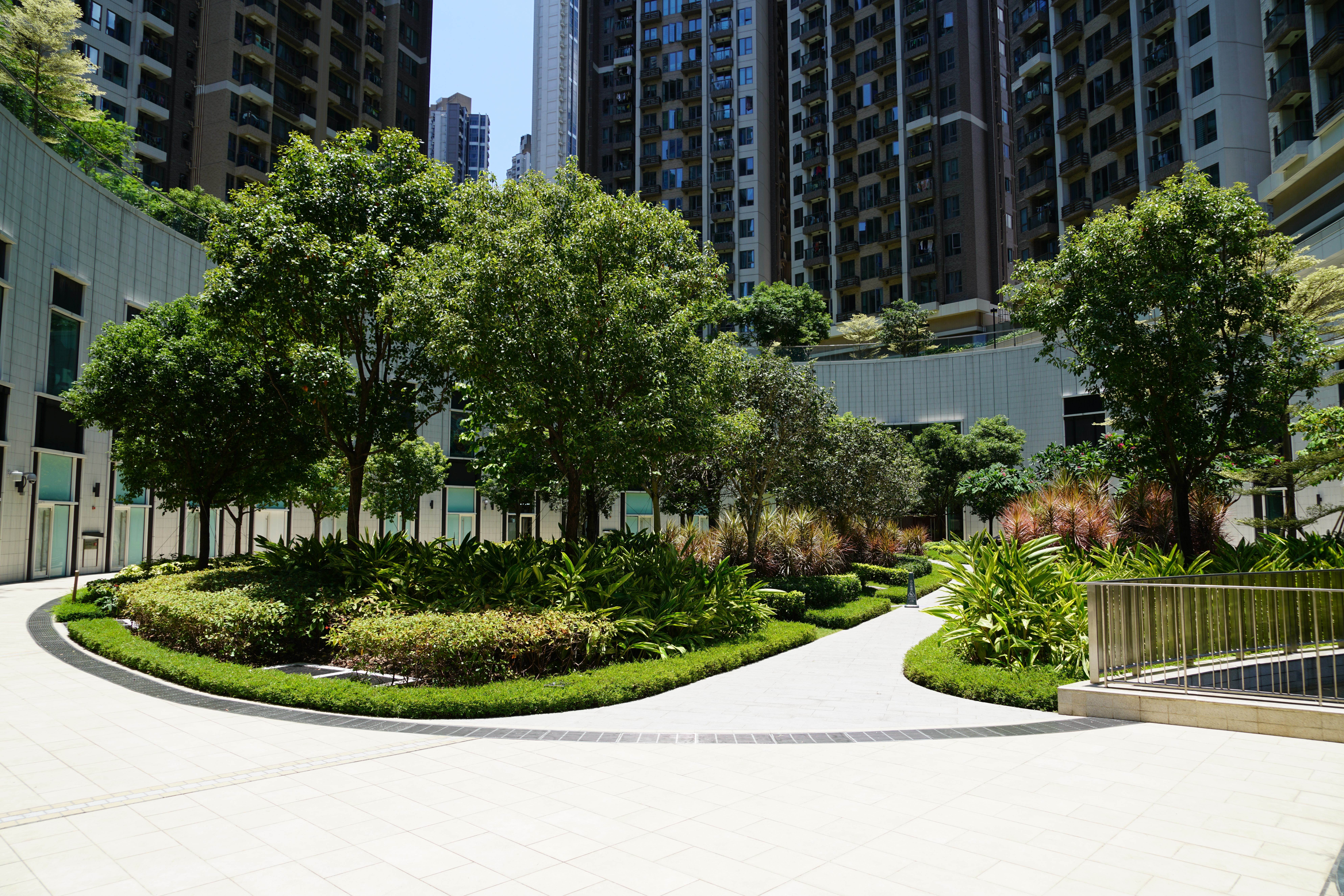
如心廣場二期庭院

項目基座附設樓高2層，12萬方呎商場，由知名商場設計公司英國貝諾（英語：Benoy）負責。商場原由政府及九鐵持有，華懋以逾12億元購入，計劃作長線收租。商場將名為如心廣場二期（Nina Mall II ），與如心廣場商場聯合發展，情況類同將軍澳PopCorn及元朗Yoho Mall。洽租的商戶包括超市、食肆、鐘表珠寶商戶等，原預計於2019年第二季開業，到第三季進行開幕儀式。但只有MOS Burger進行裝修，準備10月中開業。到最後大多商店在同年12月才開業。1樓租戶包括7-11便利店、吉豚屋、敏華冰廳、牛気 Nabe Urawa、饞•台式幸福食堂、湊湊火鍋‧茶憩和Marka House。而2樓租戶包括美國冒險樂園、意大利菜The Point、越北牛肉粉、十二味、神石焼きビーフステーキ水產専門店。
而商場公共地方亦進行簡單翻新，將原有白色的外牆和簡約設計改為淺木色飾面和更換指示牌。
商場設有5條天橋，連接區內多個商場及荃灣西站，可到達灣景廣場、如心廣場、荃灣西站公共運輸交匯處、海之戀、祈德尊新邨等，透過如心廣場連接荃灣行人天橋網絡，可通往荃灣市中心。2019年5月，商場一樓連同連接如心廣場兩條行人天橋率先開放。2019年7月，連接灣景廣場的行人天橋已開放。2019年9月16日，隨荃灣西站開放C出口而開放連接海之戀商場的行人天橋，透過海之戀商場連接荃灣西站。

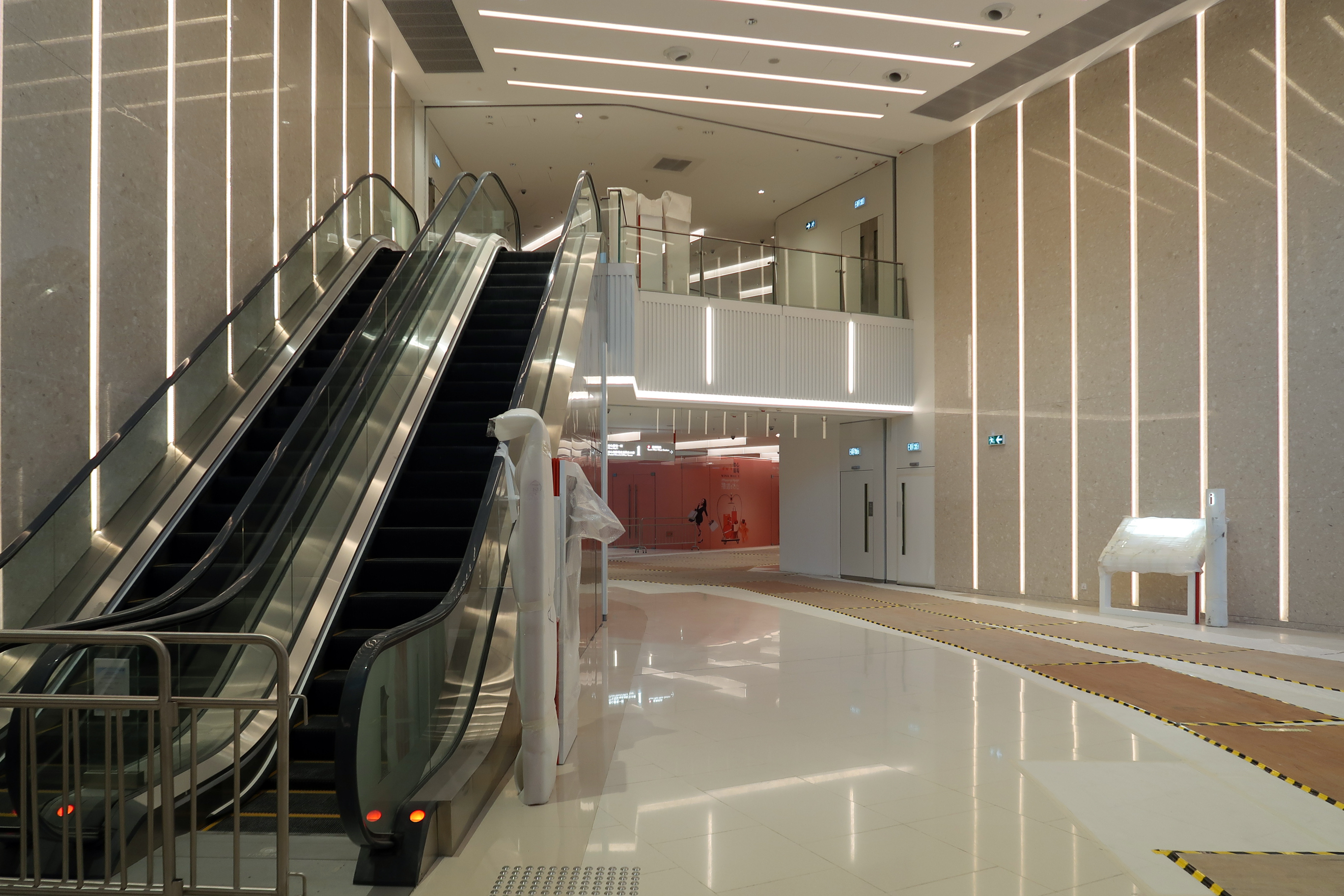
翻新前的中庭（2019年9月）
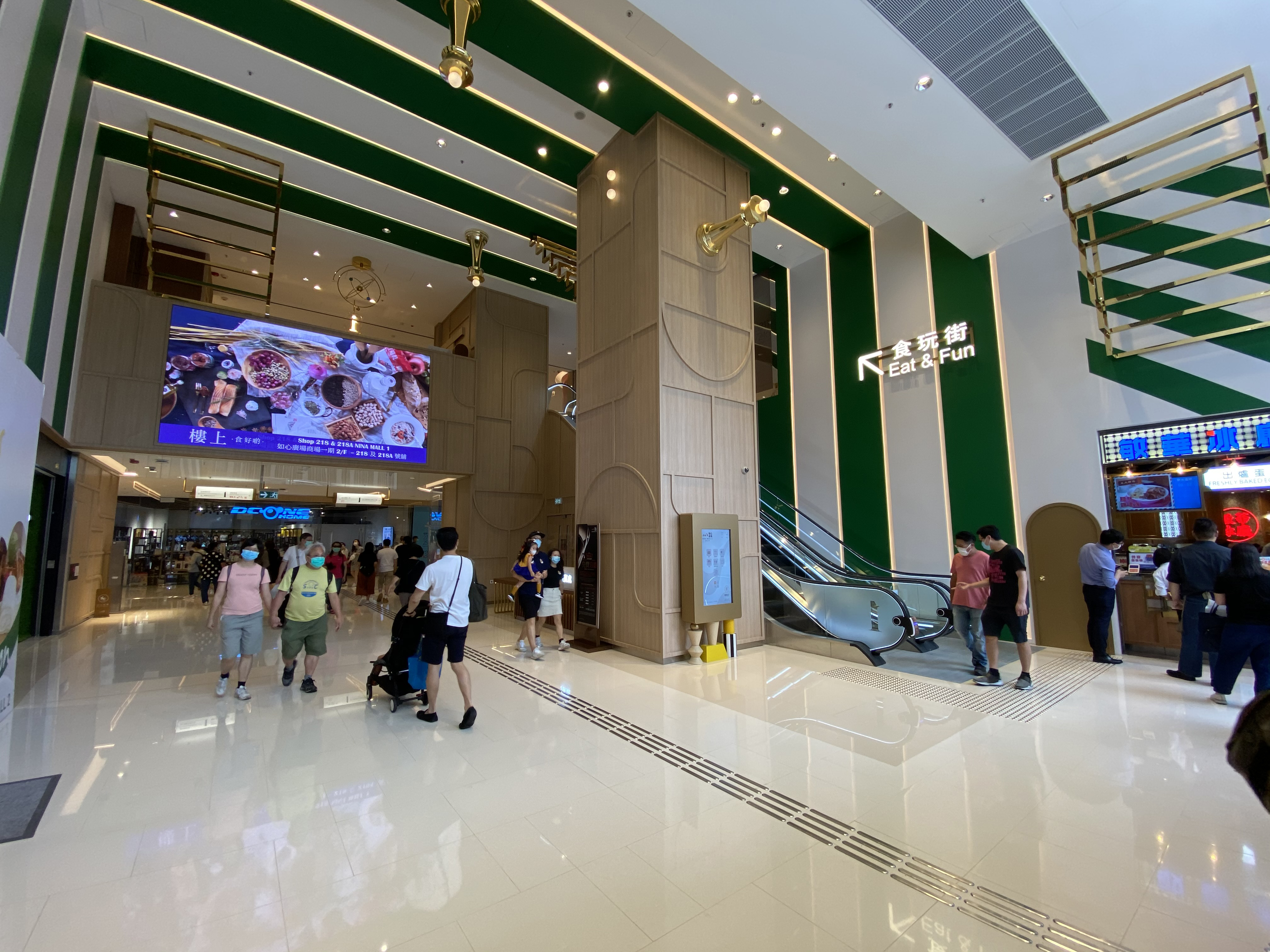
往海之戀的中庭（2020年5月）
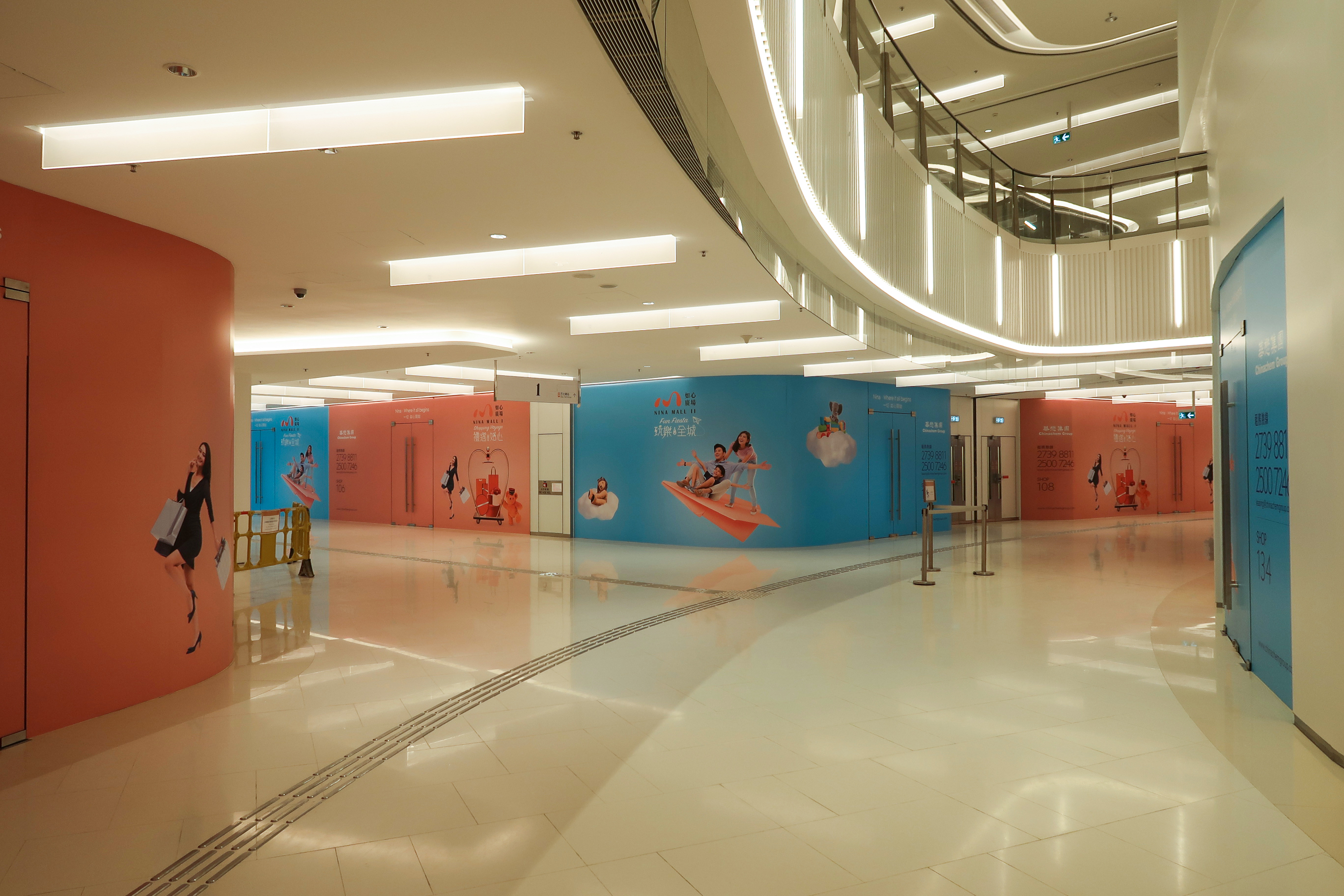
商場開業前的1樓（2019年5月）
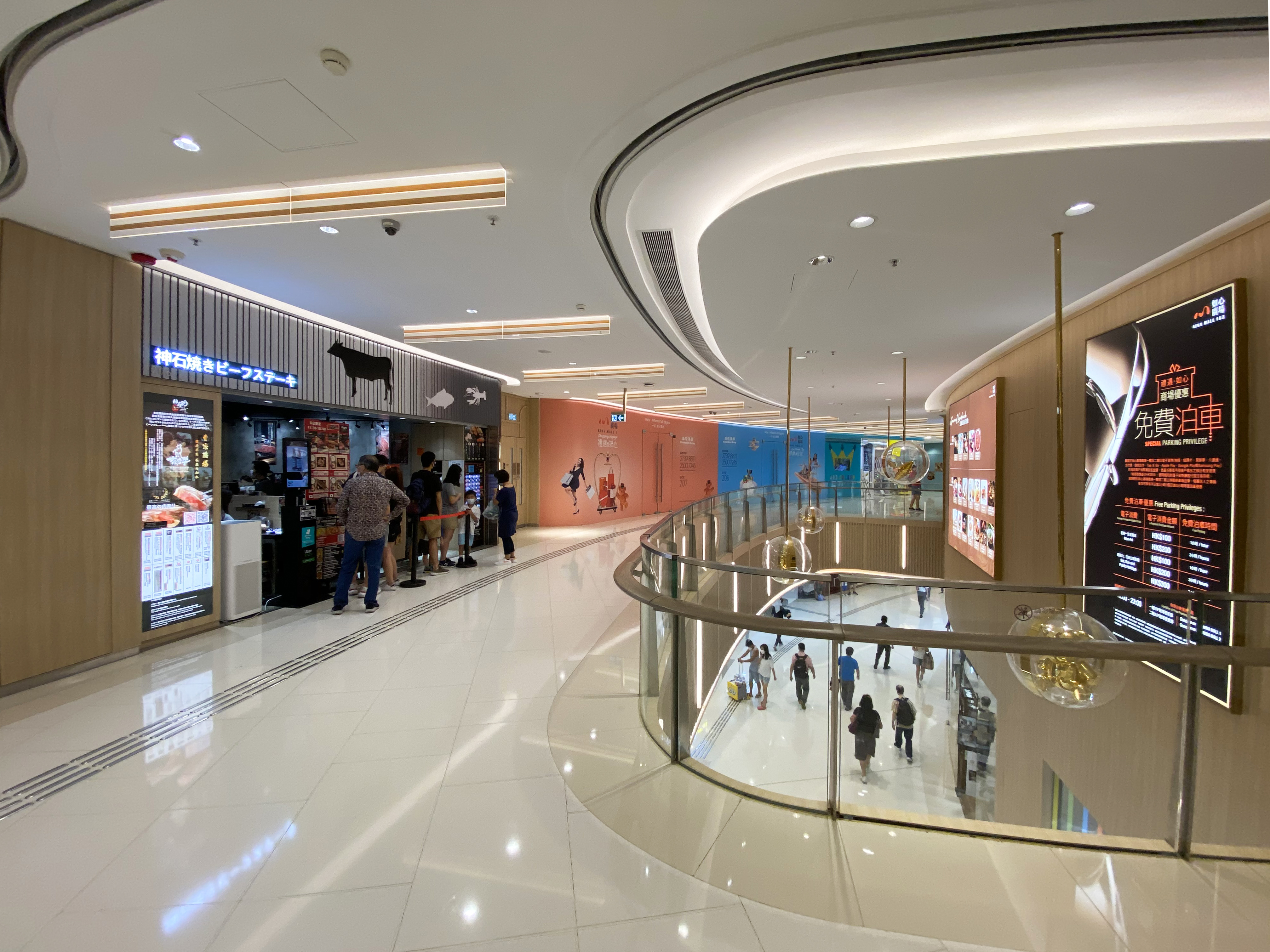
2樓
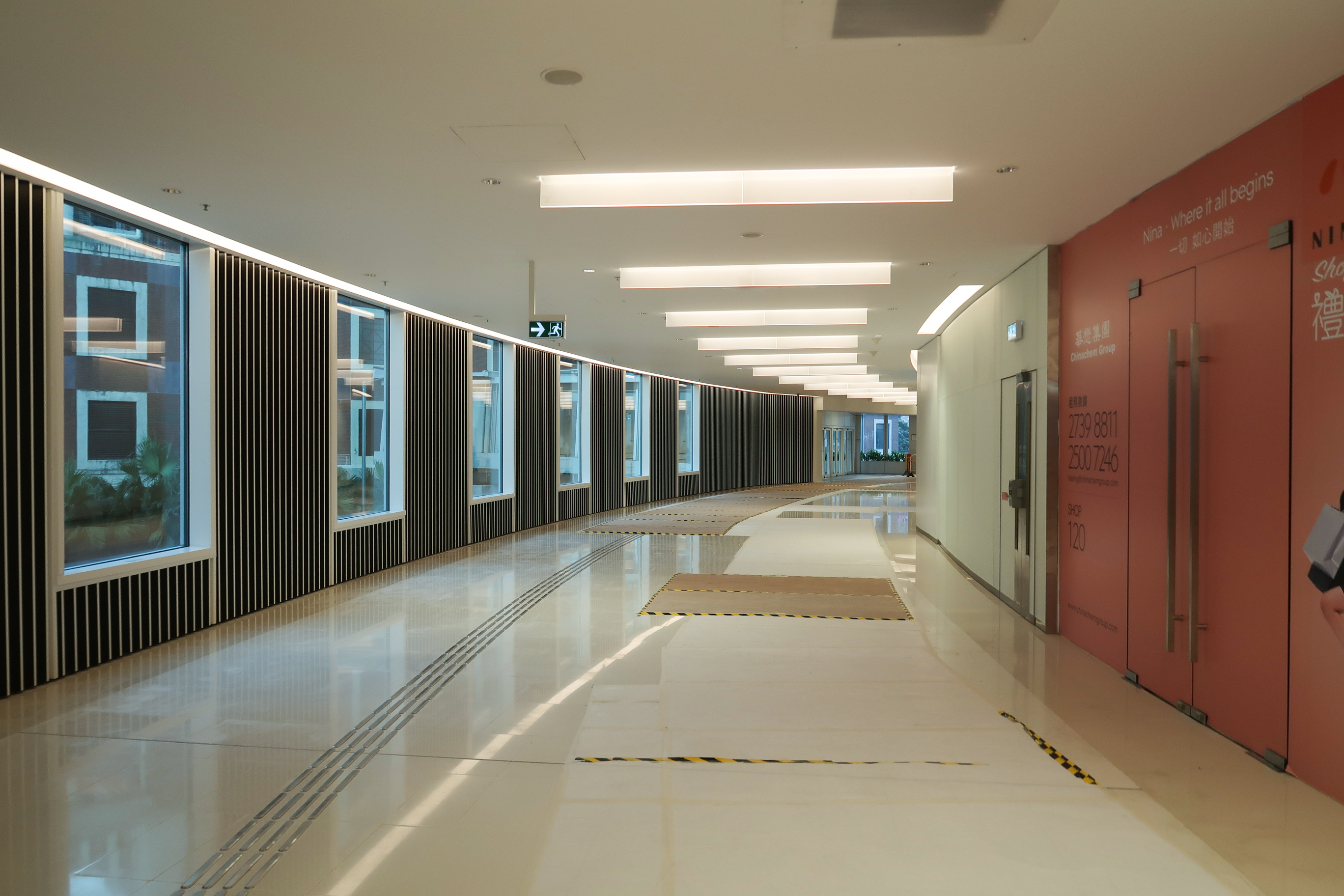
1樓往灣景廣場通道
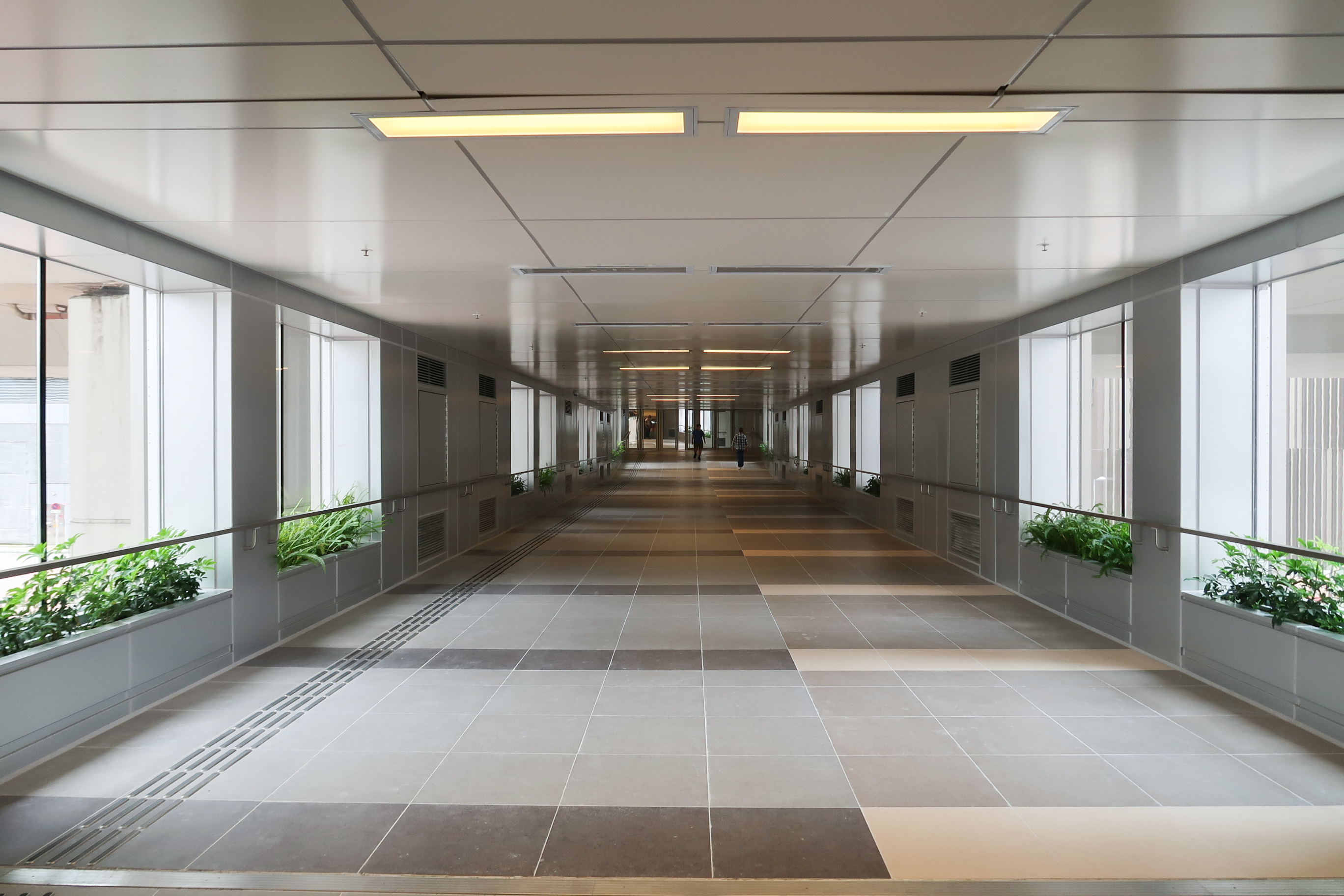
1樓往海之戀行人天橋

## 銷情
項目在2017年8月推售後，項目收逾2萬票，超額認購37倍，成為1997年後新盤收票王。其後在短短2日已全數售出，成為歷年來西鐵沿線項目及一手新例後最快售罊的樓盤。連同8月25首批推售521伙，發展商套現金額約130億元。

## 事件
2023年7月29日早上，新界南總區衝鋒隊及荃灣警區人員在如心廣場二期2樓進行代號「弦響」的演習，共有100人參與。演習模擬有男子在商場內企圖持刀傷人，警員其後以胡椒水發射器將該男子制服。警荃灣警區在facebeook形容為“模擬商場內有精神紊亂者突然情緒失控而造成混亂。”

## 升降機配置
全·城滙升降機服務樓層列表（全部為迅達5500或7000升降機）
- No. 1-2（第5座升降機）：3、5-12、15-21、23、25-33、35-43、45-48
- No. 3（第5座升降機）：G、1-3、5-12、15-23、25-33、35-43、45-48
- No. 4-5（第6座升降機）：3、5-12、15-21、23、25-33、35-43、45-48
- No. 6（第6座升降機）：G、1-3、5-12、15-23、25-33、35-43、45-48
- No. 7-8（第7座升降機）：3、5-12、15-21、23、25-33、35-43、45-50
- No. 9（第7座升降機）：G、1-3、5-12、15-23、25-33、35-43、45-50
- No. 10-11（第8座升降機）：3、5-12、15-21、23、25-33、35-43、45-50
- No. 12（第8座升降機）：G、1-3、5-12、15-23、25-33、35-43、45-50
- No. 13（第1座升降機）：3、5-12、15-18
- No. 14（第1座升降機）：G、1-3、5-12、15-18
- No. 15（第2座升降機）：3、5-12、15-23、25-27
- No. 16（第2座升降機）：G、1-3、15-23、25-27
- No. 17（第3座升降機）：3、5-12、15-23、25-33、35-37
- No. 18（第3座升降機）：G、1-3、15-23、25-33、35-37
- No. 20（穿梭升降機）：B、G、1-3
- No. 21-22（穿梭升降機）：B、G、1、3
- No. 26-27（穿梭升降機）：B、G、1、3

## 興建圖片

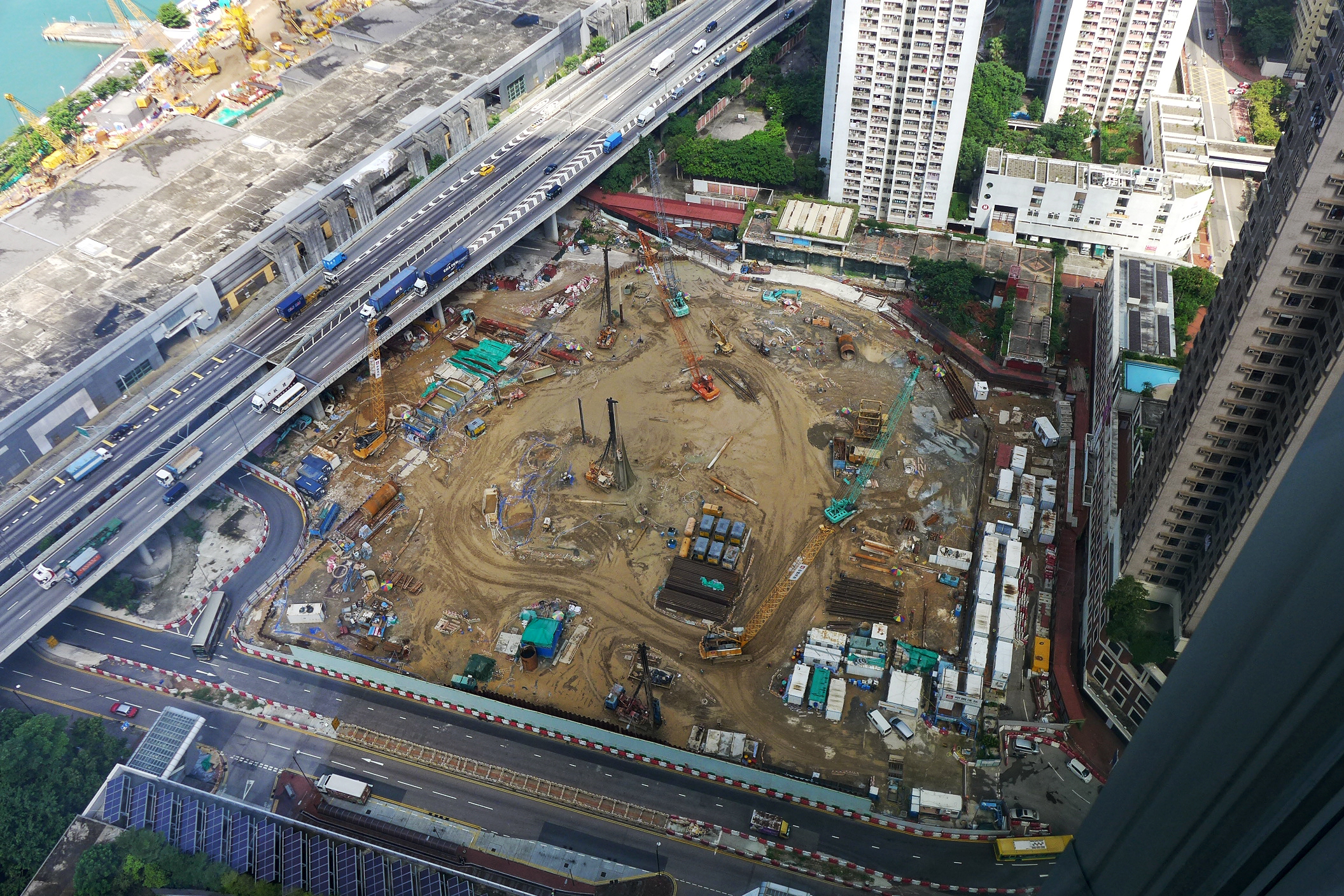
2014年8月
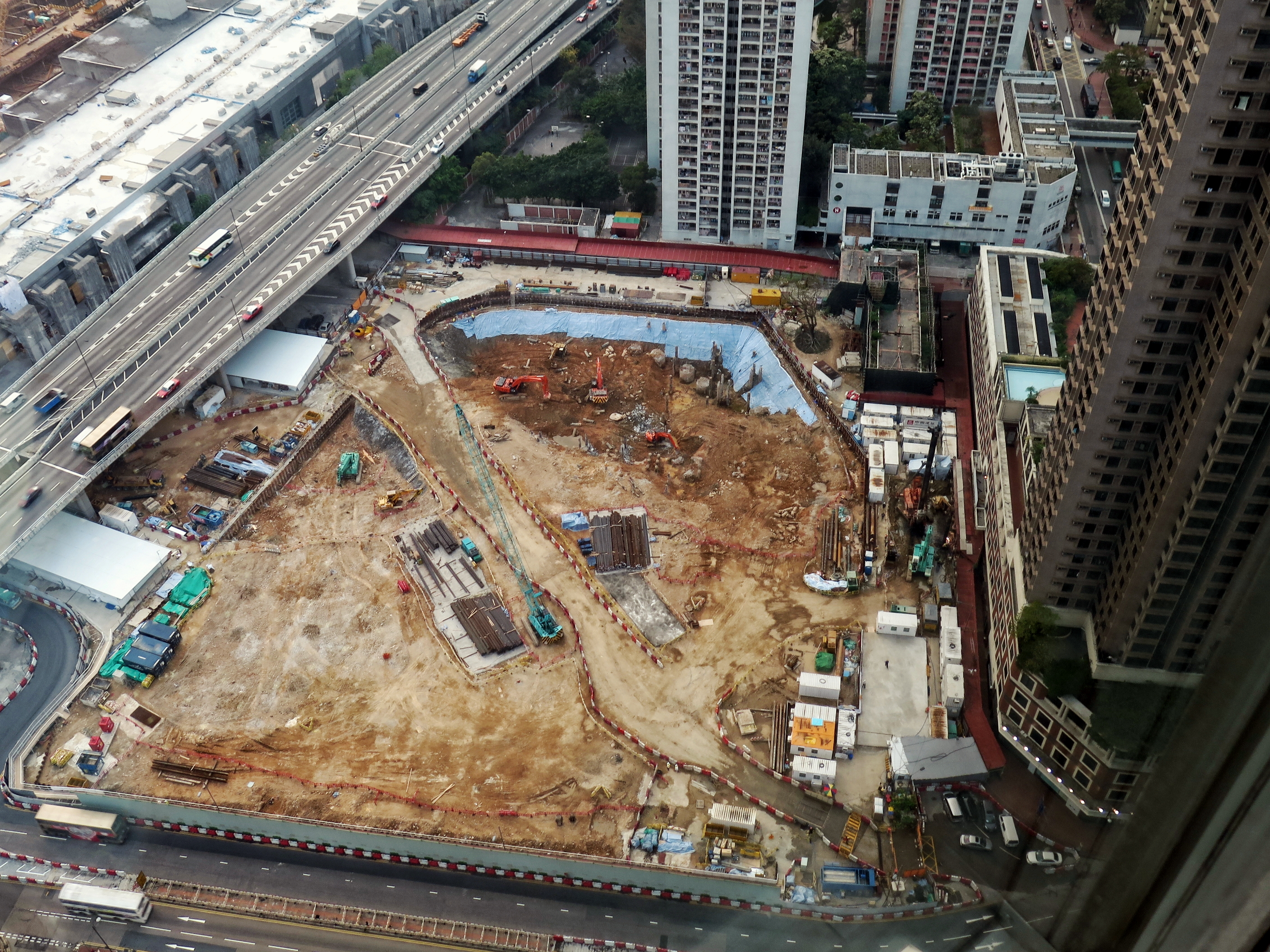
2015年4月
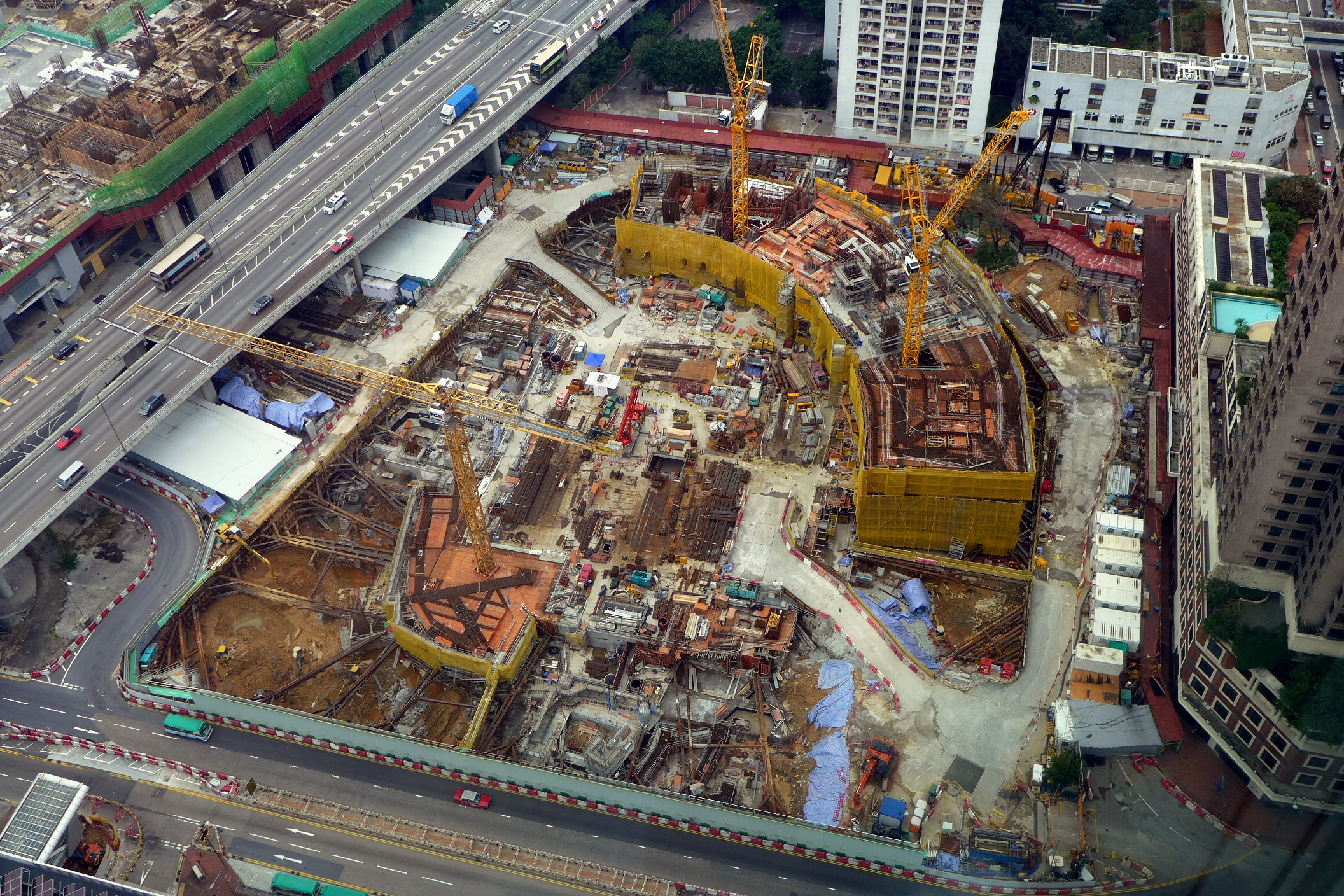
2016年1月
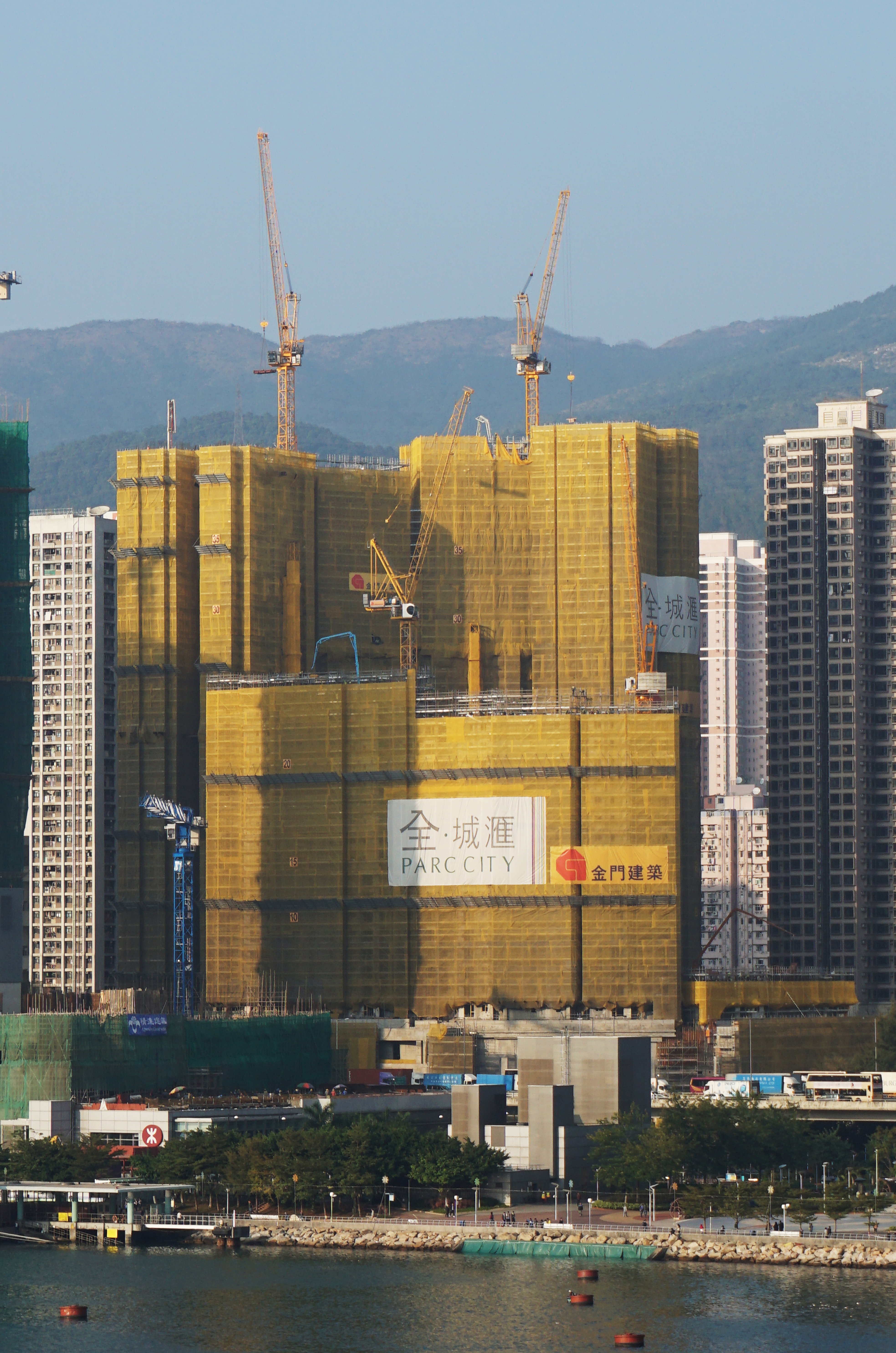
2017年1月
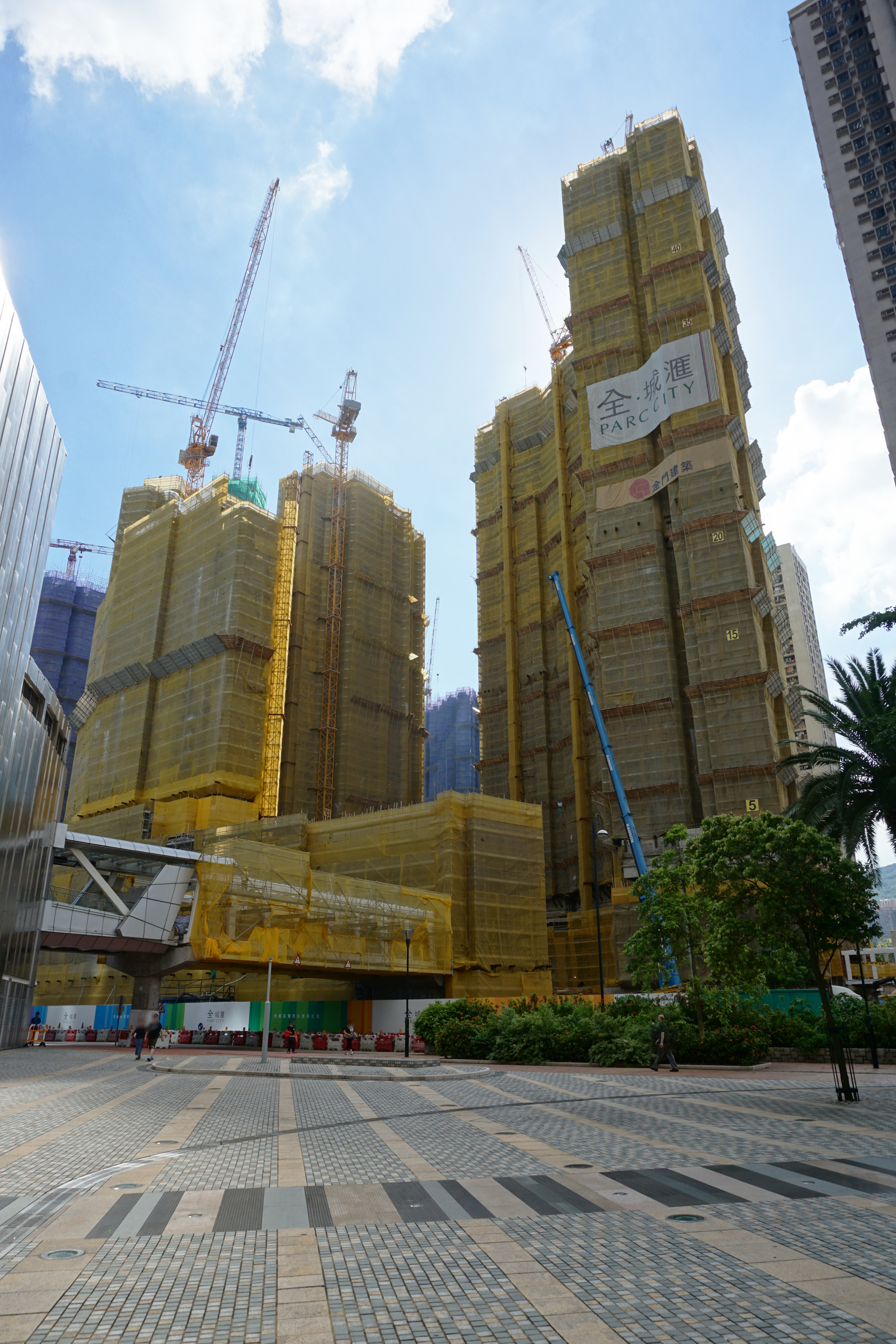
2017年7月
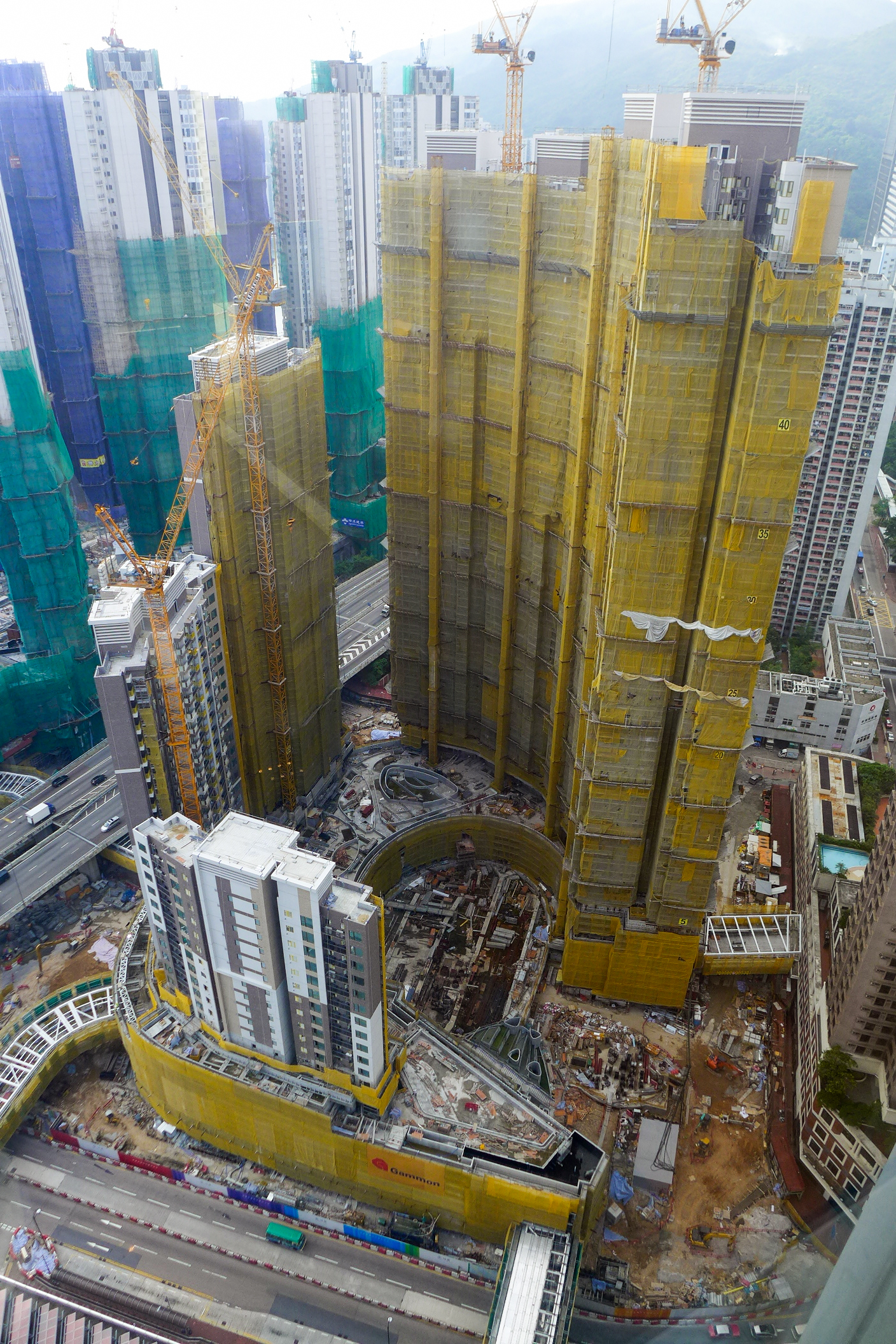
2017年10月
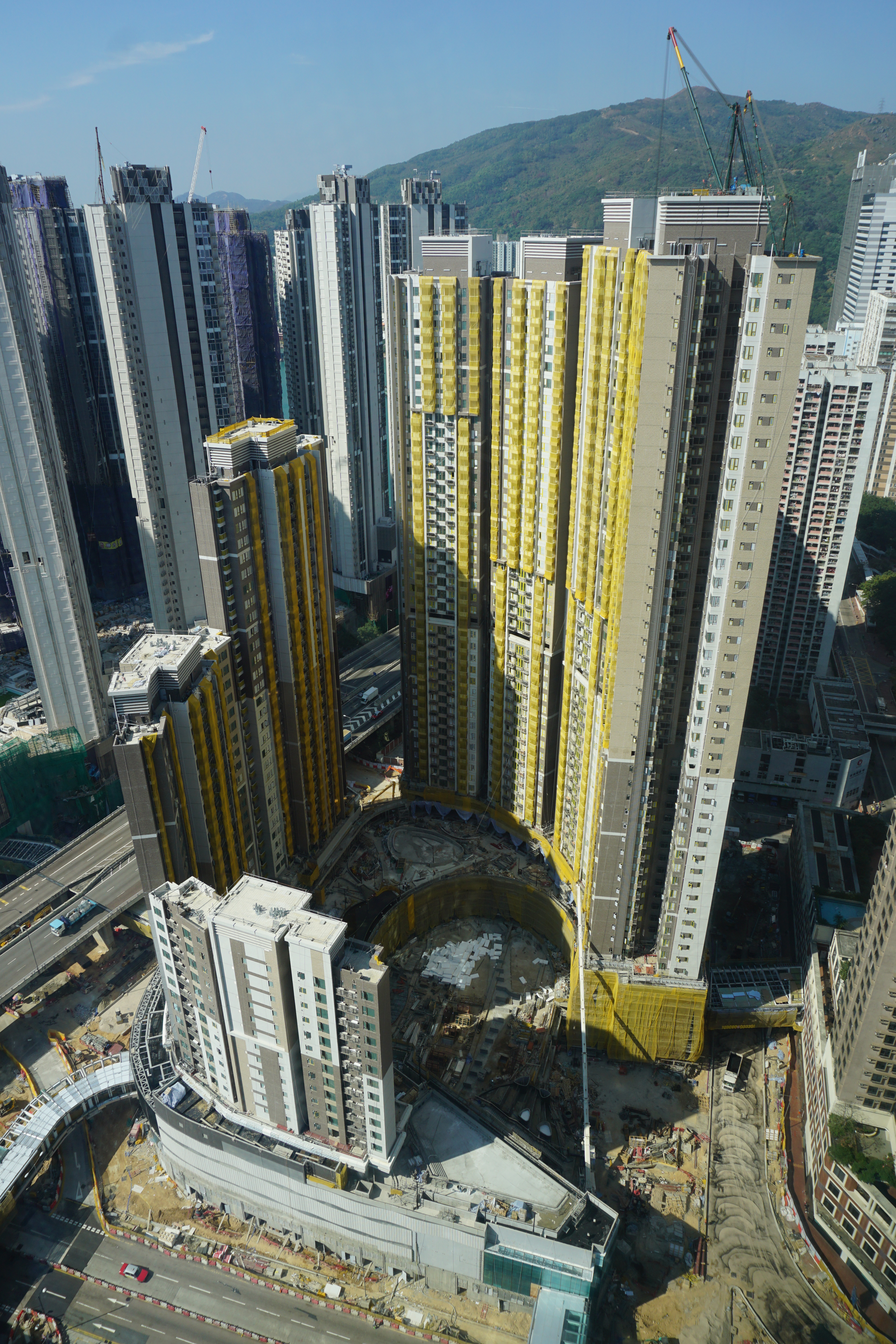
2017年12月
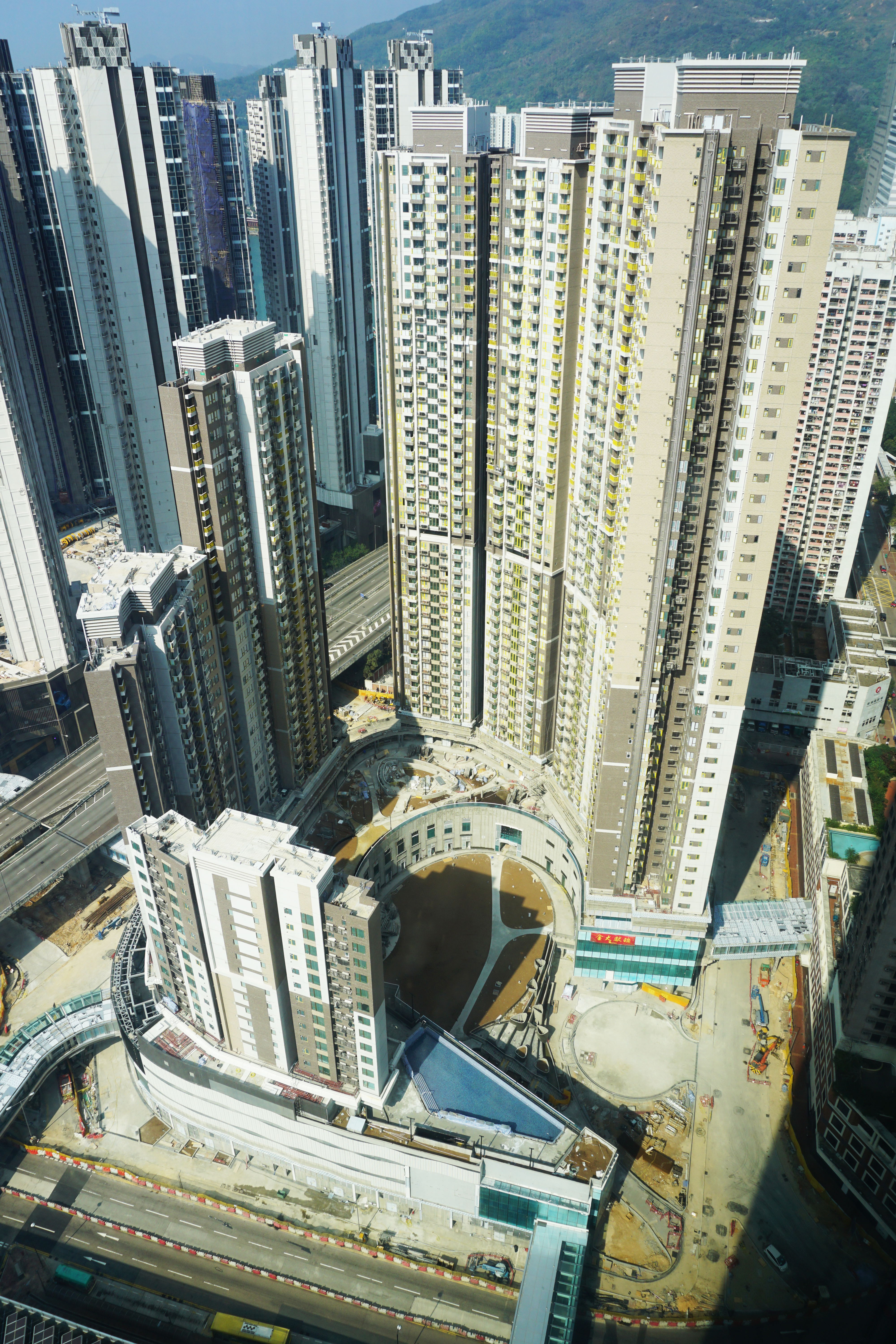
2018年2月

## 註解
1. ↑  為政府及九鐵公司之代理人。